# Єгоров Олександр Ігорович (військовик)
Олекса́ндр І́горович Єго́ров — український військовик, старший сержант 3 ОШБр. Загинув в битві за Бахмут.

## Життєпис
Народився 17 липня 1994 в місті Біла Церква.
Закінчив школу № 11. Потім навчався в Білоцерківському технічному коледжі.
Захоплювався рок-музикою, стрільбою з лука, цікавився комп'ютерною технікою.
Був учасником Революції Гідності. З 2014 року брав участь в АТО у лавах полку «Азов».
Воював на Донеччині, звільняв Маріуполь. У 2016-му пройшов навчання у Військовій школі імені полковника Євгена Коновальця, отримав звання сержанта.
З 2020 року був інструктором з підготовки бійців у Національному корпусі.
З початком повномасштабної війни Олександр поїхав до Києва, де був призначений командиром відділення взводу спостереження розвідувальної роти 3-ої окремої штурмової бригади ЗСУ, тоді ще — «Азов» ССО, в/ч А4638. Брав участь в обороні столиці та області , за що був нагороджений медаллю «За оборону Києва».
Загинув 8 травня 2023 рятуючи пораненого побратима, якому надавали медичну допомогу, звільнив місце в укритті. А сам отримав смертельне поранення внаслідок ворожого обстрілу.є
Похорон відбувся 15 травня 2023, похований на Алеї Героїв, Сухоярський цвинтар. Залишилися наречена та мама, яка померла через 5 місяців після загибелі сина. Батько воїна помер у 2019 році.

## Нагороди
- 19 липня 2023 нагороджений орденом За мужність III ступеня (посмертно)[4]
- медаль «За оборону Києва»